# بیابان آلورد
بیابان آلوِرد، بیابانی در شهرستان هارنی در جنوب شرق آرگن در غرب آمریکا است. این بیابان تقریباً در جنوب شرق کوه‌های استینز است. بیابان آلورد به گستردگی ۱۹ در ۱۱ کیلومتر، در اصل بستر یک دریاچهٔ خشک شد که به‌طور میانگین سالی ۱۸۰ میلی‌متر بارندگی دارد. دو رشته کوه ساحلی اقیانوس آرام و کسکیدز این بیابان را از اقیانوس آرام جدا می‌کند. وجود کوه‌ها در پیرامون این منطقه باعث شده تا در سایه باران قرار گیرد. ارتفاع بیابان آلورد ۱۲۰۰ متر بالاتر از سطح دریا است.

## نگارخانه

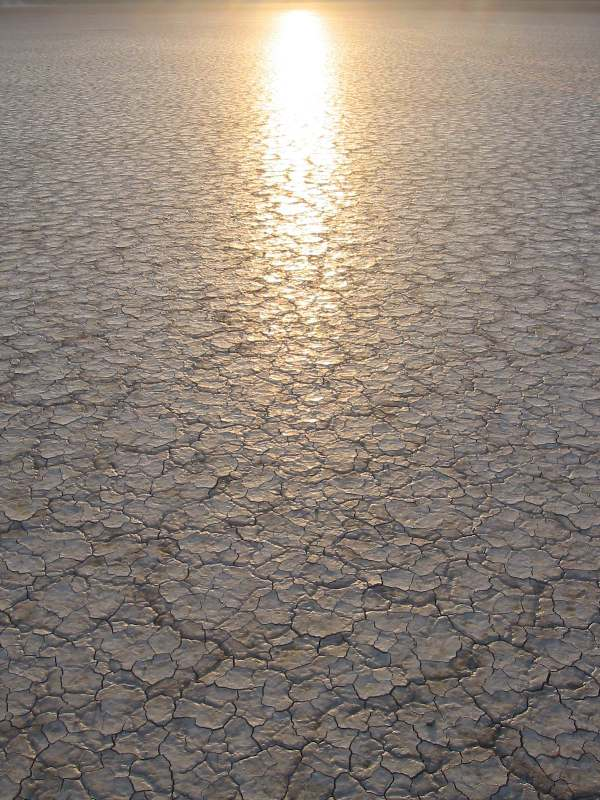
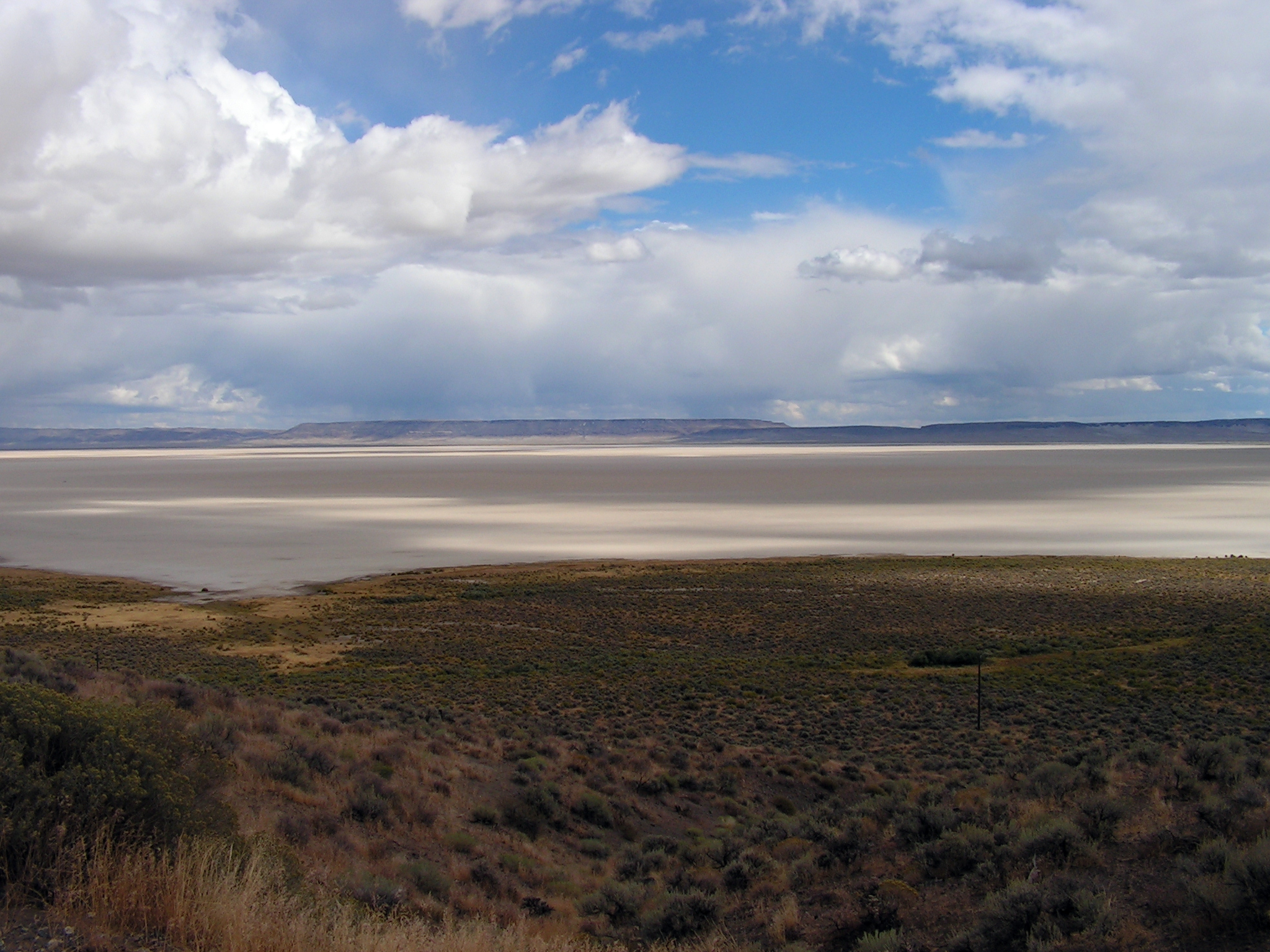
بیابان آلورد از غرب
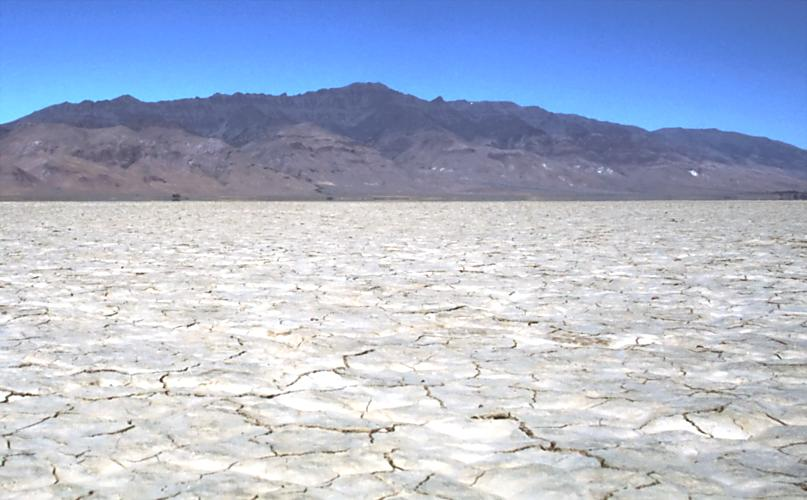
کوه‌های استینز در شمال غرب آلورد
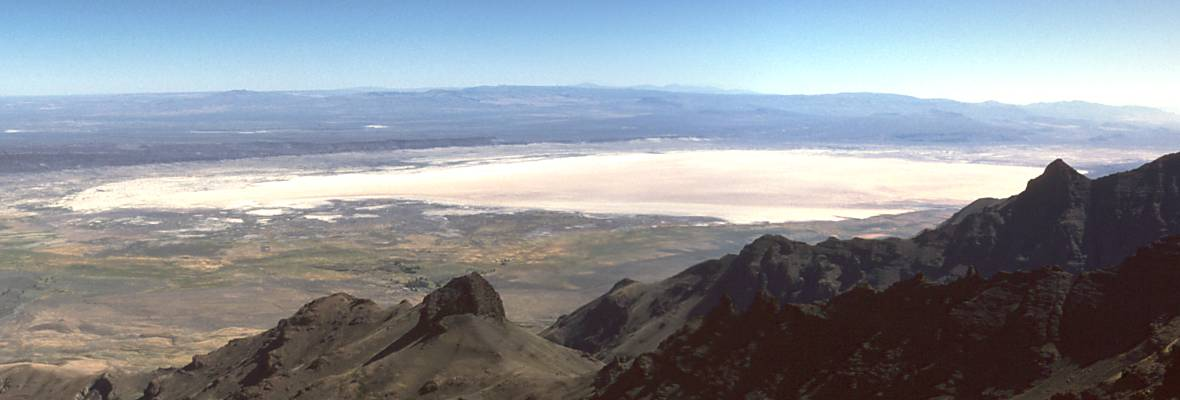
بیابان آلورد، عکس از محل کوه‌های استینز